# Benzphetamin
Benzphetamin (auch: Benzfetamin) ist eine chemische Verbindung aus der Gruppe der Amphetamine.

## Gewinnung und Darstellung
Benzphetamin kann durch Alkylierung von Methamphetamin mit Benzylchlorid synthetisiert werden. Es kann auch aus Ephedrin oder Pseudoephedrin gewonnen werden.

## Eigenschaften
Benzphetamin ist als Hydrochlorid ein weißer geruchloser Feststoff und leicht löslich in Wasser und Ethanol 95 %. Es wird (wie auch Furfenorex) im menschlichen Körper zu Methamphetamin metabolisiert.
Benzphetamin reagiert mit dem Mandelin-Reagenz, wobei sich eine leuchtend gelbgrüne Färbung ergibt.
Benzphetamin hat ein stereogenes Zentrum. Sein Enantiomer (2R)-N-Benzyl-N-methyl-1-phenyl-2-propanamin ist im Arzneistoff als Verunreinigung auf maximal 0,15 % begrenzt.

## Verwendung
Benzphetamin ist ein Sympathomimetikum, das bei Übergewicht eingesetzt wurde. Es wirkt psychomotorisch stimulierend und wird heute nicht mehr verwendet.

## Regulierung
Benzphetamin ist in der Anlage 1 des Betäubungsmittelgesetz gelistet und damit in Deutschland nicht verkehrsfähig.
In den USA ist Benzphetamin nach dem amerikanischen Suchtmittelrechtrecht durch den Anhang III (Controlled Substances Act, Schedule III) reguliert.
Wenn Benzphetaminhydrochlorid in einem Produkt enthalten ist, besteht über den Safe Drinking Water and Toxic Enforcement Act of 1986 in Kalifornien seit dem 1. April 1990 eine Kennzeichnungspflicht,

## Handelsnamen
Didrex (USA, a.H.)